# 安田伸
安田 伸（やすだ しん、1932年〈昭和7年〉9月19日 - 1996年〈平成8年〉11月5日）は、日本のサックス奏者、コメディアン、俳優、作曲家。本名は安田 秀峰（やすだ ひでみね）。愛称はヤッさん。

## 経歴・人物
現在の東京都中野区江原町生まれ。父は佐賀県出身で、右翼活動や満州の諜報活動をしていたが、やがて毛皮と皮革の商売を始めた。生後まもなく川崎市の溝の口の大山街道沿いに移り、川崎市立高津小学校6年生のとき旧町役場の延焼を防ぐために強制疎開となる。母の実家がある川崎市柿生を経て厚木市に移り、旧制厚木中学校（現在の神奈川県立厚木高等学校）1年生のとき敗戦を迎える。軍人志望で陸軍幼年学校に願書を出していたが敗戦によって音楽の道に志望を変更し、コルネットを独学で学ぶ。学制改革を経て新制厚木高等学校在学中、吹奏楽部を創部してアルトサックスを担当し、部長を務める。高校1年生のときは東大か一橋大学を志望していたが、高校3年のとき楽器に熱中し、1951年、東京藝術大学管楽器科に進む。しかし、クラシック音楽の世界の封建性に馴染めなかったうえ、高額の月謝を払い続けることに対する経済的困難もあり、進駐軍クラブでジャズマンとしてアルバイトを始める。
やがて東京藝術大学に別科器学科が創設されるとそちらに移り、1953年に修了。以後は横浜や横須賀や上野などを拠点にジャズマンとして活動。横浜時代に石橋エータローや谷啓と知り合う。1953年の暮れから半年ほど、石田正弘（サックス）、谷崎幸雄（ベース）、日野哲夫（ドラム）と共にバンド『フォー・デバーズ』を組んで東京や名古屋で演奏し、石橋のバンドと共演した。
その後、石橋がリーダーをつとめる『ザ・ファイブ』での活動を経て、『ハッピー・フーリナンス』の一員として名古屋のクラブ「フェルナンド」に出演したが、このクラブにはザ・ピーナッツが出演していた。この頃から『スイングジャーナル』誌にしばしば名前が登場するようになる。
1957年秋、石橋エータローの紹介でハナ肇とクレージーキャッツに参加。ドラッグに溺れて脱退した石田正弘の後任としてテナーサックス（ときおりクラリネット）を担当した。真面目な性格で、メンバーの中で唯一『おとなの漫画』全1835回に出演した。また、『シャボン玉ホリデー』ではなべおさみと組んだコント、「キントト映画の助監督」役で知られ、監督役のなべに「ヤスダー！」と怒鳴られ続け、メガホンで頭を殴られ続けながらも理不尽な命令に黙々と従い、最後には立場が逆転する役柄を演じている。また、ブリッジをしながらサックスを吹き鳴らす演奏法でも知られており、舞台や一部のクレージー映画などで披露している。真面目な性格ゆえに自らのタレント性のなさに悩み、関係者の一人から（青島幸男は「俺かもしれないな」と述べている）「安田伸はクレージーのお荷物だ」と陰口を叩かれて一度は本気で脱退を考えたが、友人から「お前は六大学野球における東大のような存在。負けてばかりのお荷物だが、いつか何かやるんじゃないかという期待があるから六大学の面白さがあるんだ」と言われて思いとどまったという。
俳優としても活動し、多くの映画やテレビに出演した。しかし、クレージーには音楽専門家のような形で参加していたため、元々俳優として活動していくつもりは無かったらしいが、舞台『屋根の上のバイオリン弾き』に出演した際に演劇の「面白さ」に気づき、本格的な勉強を始めたという。
作曲家としても活躍しており、『週刊クレージー』のテーマ曲を始めドラマの主題歌、劇伴や企業の社歌、団体歌、体操の伴奏曲など数多くの曲を作曲した。
後年は森岡賢一郎や南廣らとバンド『シーラカンス』を結成し、『もしもタヌキが世界にいたら』などの曲を発表した。また、谷啓のバンド『スーパーマーケット』とも共演していた。
私生活では1966年に美容研究家の竹腰美代子と結婚。愛妻家で知られ、そこから「ミヨコー」というギャグが生まれたほどだった。しかし子宝には恵まれず、晩年は安田自身が肝臓癌と闘病を余儀なくされるなど試練にも見舞われたが、最後まで仲睦まじく添い遂げた。
1996年、急性心筋梗塞のため、死去。64歳没。墓所は逗子市の神武寺。

## 主な出演
※ 太字は役名。

### 映画
- 竜巻小僧（1960年11月1日） - クレージーキャッツのメンバー
- 黒い十人の女（1961年5月3日）
- スーダラ節 わかっちゃいるけどやめられねぇ（1962年3月25日）
- クレージーの花嫁と七人の仲間（1962年4月15日）
- サラリーマンどんと節 気楽な家業と来たもんだ（1962年5月12日）
- ニッポン無責任時代（1962年7月29日） - 安井
- 若い季節（1962年10月20日） - 安田
- ニッポン無責任野郎（1962年12月23日） - 小山
- クレージー作戦 先手必勝（1963年3月24日） - 安井真
- クレージー作戦 くたばれ!無責任（1963年10月26日） - 安川
- 香港クレージー作戦（1963年12月22日） - 安井安吉
- 馬鹿まるだし（1964年1月15日） - 山形
- 日本一のホラ吹き男（1964年6月11日） - 宮本
- 無責任遊侠伝（1964年7月11日） - 鈴木課長
- 花のお江戸の無責任（1964年12月20日） - 放駒四郎五郎
- 日本一のゴマすり男（1965年5月29日） - 曽根
- 大冒険（1965年10月31日） - 石崎
- 無責任清水港（1966年1月3日） - 上州大間々の新助
- 運が良けりゃ（1966年3月19日） - 赤井御門守
- クレージーだよ奇想天外（1966年5月28日） - 外科医
- てなもんや東海道（1966年8月14日） - 番頭久松
- クレージー大作戦（1966年10月29日） - 薮越与太郎
- クレージーだよ天下無敵（1967年1月14日） - 美容師
- クレージー黄金作戦（1967年4月29日） - 怪しい男B
- クレージーの怪盗ジバコ（1967年10月28日） - 彦根検問所の警官
- やればやれるぜ全員集合!!（1968年1月3日） - 関口
- クレージーメキシコ大作戦（1968年4月27日） - 留学生立原
- 吹けば飛ぶよな男だが（1968年6月15日） - 客引きの男
- クレージーのぶちゃむくれ大発見（1969年1月1日） - 安西
- クレージーの大爆発（1969年4月27日） - 松田
- 日本一の断絶男（1969年11月1日） - 山師・下村
- クレージーの殴り込み清水港（1970年1月15日） - 長太
- だまされて貰います（1971年4月29日） - 安村
- 家族（1971年10月24日） - 喜劇役者
- 日本一のショック男（1971年12月31日） - 白井ディレクター
- 祭りだお化けだ全員集合!!（1972年8月5日） - 保健所員A
- 青い山脈（1975年8月9日） - 中尾先生
- 喜劇 大誘拐（1976年6月12日） - 住宅会社の社員
- ユー・ガッタ・チャンス（1985年2月9日） - 青木守行
- 会社物語 MEMORIES OF YOU（1988年11月26日） - 安井伸
- パンツの穴 本牧ベイでクソくらえ（1990年3月24日）
- つぐみ（1990年10月20日） - つぐみの父・正
- ご挨拶 第1話「イロイロ、ありまして」（1991年11月23日）
- 青春デンデケデケデケ（1992年10月31日） - 西村義治
- はるか、ノスタルジィ（1993年2月20日） - マスター
- あした（1995年9月23日） ※ サックス独奏

### テレビドラマ
- 若い季節（1961年 - 1964年／NHK）
- おれの番だ!（1964年 - 1967年／TBS）
- ドカンと一発!（1968年 - 1969年／TBS）
- 水戸黄門 第1部 第11話「二人の黄門さま・伊賀」（1969年10月13日／TBS）- 角造 役
- 土曜スペシャル 「祝辞」（1971年6月12日／NHK）
- 天下御免（1971年／NHK）
- なんたって18歳!（1972年／TBS）
- 長谷川伸シリーズ 「江戸の花和尚」（1973年1月3日／東映・NET）
- 若さま侍捕物手帖 第14話「嘘つき長屋」（1973年8月5日／KTV）
- パパ愛してる!!（1974年／東映・NET）
- 水もれ甲介 第1回 「頼んだぜ、甲介」（1974年10月13日／ユニオン映画）
- 敬礼!さわやかさん（1975年 - 1976年／渡辺企画・NET）
- TBS日曜劇場 第1087回「びっくり箱」（1977年10月9日／TBS） - 小塚有一 役
- 土曜ドラマ（NHK）
  - 松本清張シリーズ たずね人（1977年） - ワイドショー司会者 役
  - 失楽園'79（1979年） - 高柳すすむ 役
- 土曜ワイド劇場 「危険な夫婦」（1979年9月15日／テレパック・ANB）
- 男あばれはっちゃく（1980年／テレビ朝日）大島みゆきの父親 役
- 月曜ドラマランド 「ナイン」（1987年1月5日／アズバーズ・CX）
- 秋のドラマスペシャル 「恋人よわれに帰れ!」（1987年9月24日／彩の会・ANB）
- NHKドラマスペシャル 「ごめんねコーちゃん」（1990年9月24日／NHK）
- 月曜ドラマスペシャル 「代議士秘書の犯罪」（1990年10月29日／TBS）
- 土曜ワイド劇場 「金沢発11時49分七尾線の女」（1991年11月9日／ANB）
- 世にも奇妙な物語 「みどり紙」（1991年12月12日/CX）
- 大人は判ってくれない 第4回 「継なぐ男」（1992年2月6日／共同テレビ・CX）
- 誘惑の夏（1993年／東宝・THK）

### バラエティー
- 光子の窓（1958年 - 1960年）
- おとなの漫画（1959年 - 1964年）
- クレージーキャッツショー（1959年 - 1964年）
- シャボン玉ホリデー（1961年 - 1972年）
- 新春かくし芸大会（1965年 - 1987年）
- センリばあさんのクレイジー大変記（1966年）
- 植木等ショー（1967年 - 1968年）
- 8時だョ!出発進行（1971年）
- クレージーの奥さ〜ん!（1973年 - 1976年）
- 世界一周!!ランニングクイズ（1969年7月） - 第1回目の「ゲスト大会」に出場。司会の一人は妻の竹腰美代子。

## 安田伸を演じた俳優
- 大和田伸也：いつもお陽さま家族（1982年、TBS金曜ドラマ）、役名は八ツ田伸
- 谷田部俊（我が家）：ザ・ヒットパレード〜芸能界を変えた男・渡辺晋物語〜（2008年5月26日・27日、フジテレビ）
- 西村ヒロチョ：植木等とのぼせもん（2017年、NHK総合）